# Umshana
Umshana, en español "La sobrina", es una película dramática de 2015 de Suazilandia realizada en blanco y negro, dirigida por Bi Phakathi y producida por BIP Films. Está protagonizada por Mbali Dlamini y Delani Dlamini en papeles principales junto con Lisa Mavuso, Temakhosi Nkambule y Fineboy Mhlanga en el reparto.
Este es el primer largometraje de habla suazi y fue filmado completamente en el Reino de Suazilandia.

## Sinopsis
Un joven africano termina su noviazgo después de conocer a su nuevo amor.

## Elenco
- Mbali Dlamini como Gugu
- Delani Dlamini como Themba
- Lisa Mavuso como amiga de Gugu
- Temakhosi Nkambule como Precious
- Fineboy Mhlanga como tío